# (34614) 2000 UF19
2000 UF19 (asteroide 34614) é um asteroide da cintura principal. Possui uma excentricidade de 0.15110350 e uma inclinação de 14.23162º.
Este asteroide foi descoberto no dia 29 de outubro de 2000 por LINEAR em Socorro.